# USS John C. Stennis (CVN-74)
USS John C. Stennis (CVN-74) – amerykański lotniskowiec z napędem atomowym, siódmy okręt typu Nimitz. Nazwany na cześć senatora Johna Stennisa.

## Stan obecny
28 września 2007 lotniskowiec rozpoczął półroczny remont w stoczni Puget Sound Naval Shipyard, po powrocie z rejsu trwającego ponad 7 miesięcy. Remont zakończył się 28 marca 2008, gdy okręt pomyślnie przeszedł pięciodniowe próby na morzu. Obecnie okręt szkoli swoją załogę. Kolejny wielomiesięczny rejs okrętu (deployment) planowany jest na 2009.